# Claude Mauron
Pour les articles homonymes, voir Mauron.
Claude Mauron est un critique littéraire français, écrivain et poète d'expression provençale. 
Professeur émérite à l'université d'Aix-Marseille, il est spécialiste de la littérature provençale.

## Biographie
Né à Arles (ou Saint-Rémy-de-Provence ?) en 1950 de Charles Mauron, Claude Mauron entame des études à Aix-en-Provence et obtient l'agrégation de lettres classiques.
Ayant soutenu une thèse de doctorat en 1988, il devient assistant puis professeur à l'université d'Aix-Marseille, où il est[Quand ?] le doyen de la Faculté des lettres avant d'accéder à l'éméritat.
Membre de l'Escolo dis Aupiho à Saint-Rémy, il en prend la tête en 2002.
Depuis 2019, il préside le comité du museon Arlaten.
Il collabore à L'Astrado, Marseille, Lou Prouvençau à l'escolo, L'Armana di felibre, Provence historique, Prouvènço 2000.

### Vie personnelle
Son épouse Marie-Claude Mauron (d) est la fille d'Antoine Olivesi.

## Production littéraire et intellectuelle
Il commence sa carrière en faisant paraître en 1973 une « étude psychocritique » sur Le Jeu de la feuillée d'Adam de la Halle, la première à porter sur un texte du Moyen Âge. Elle applique la méthode proposée par son père dans sa Psychocritique du genre comique. Si Jean Dufournet se montre très favorable à cette étude, Philippe Ménard estime qu'elle « fait fi de l'autonomie et de l'identité des personnages », tout en admettant des « suggestions intéressantes ».
En 1993 il publie une biographie de Frédéric Mistral,,, la première qui soit « sérieuse » selon Philippe Blanchet : « synthèse magistrale » qui, outre le déroulement de sa vie et l'étude de son œuvre, propose de Mistral une analyse psychologique « pertinen[t]e » et « vraisemblan[t]e ». Pour le même, Mauron met à mal l'idée que le premier Félibrige, qui aurait été un mouvement de « démocrates, fédéralistes, modernistes », aurait été marqué à droite. Blanchet souligne également l'ancrage pluridisciplinaire de Mauron, qui mobilise tour à tour « histoire, psychologie, linguistique, ethnologie, critique littéraire », le tout servi par des archives inédites. Cette biographie lui vaut le grand prix littéraire de Provence la même année. 
En 1986, il édite avec François-Xavier Emmanuelli des Textes politiques de l'époque révolutionnaire en langue provençale, dix discours et quatre adresses avec leur traduction, dont Jacques Godechot juge leur publication « très heureu[se] ». 
Spécialiste de Max-Philippe Delavouët, il fait paraître une première Bibliographie sur son œuvre en 1992, couvrant la période allant de 1945 à 1991, avec un index des noms. Emmanuel Desiles y voit un « livre-hommage » au poète, mais surtout « un outil de travail indispensable » aux chercheurs et étudiants. Mauron prolonge ce travail en 2002.
En 2020, il procure avec Henri Moucadel une nouvelle édition des Mémoires et Récits, qui ne veut se veut pas critique, mais tend à remédier au problème de l'« accès aux textes de Mistral ».
Son recueil de poésie Novo de Veniso lui vaut le prix Frédéric-Mistral en 2004 ; le jury souligne « la richesse de la langue, l'originalité de l'inspiration et l'unité » de l'ouvrage. Il reçoit aussi le Prix de gratitude mistralienne pour son « activité universitaire ».

## Ouvrages
- Le Jeu de la feuillée : étude psychocritique, Paris, Corti, 1973 (BNF 35408037).
- Éd. avec Marie-Claude Mauron (d), Pèr Prouvènço : textes en provençal moderne, dialectes rhodanien et maritime, Saint-Rémy-de-Provence, Centre de recherches et d'études méridionales, 1983  (ISBN 2-900255-07-4)  — réédité en 1989 et 1993.
- Éd. de Frédéric et Marie Mistral (trad. Charles Maurras), Excursion en Italie ; Voyage à Venise, Montfaucon, La Poterne, 1985  (ISBN 2-905713-00-3).
- Éd. de Lou Proucez de Carementhan, CREM, 1985 (BNF 48637962).
- Éd. avec François-Xavier Emmanuelli, Textes politiques de l'époque révolutionnaire en langue provençale : textes en prose, CREM, 1986  (ISBN 2-904902-02-3).
- Éd. de Charles Mauron, Études mistraliennes et autres études psychocritiques, CREM, 1989 (BNF 35073474).
- Bibliographie de Mas-Felipe Delavouët, CREM, 1992  (ISBN 2-904202-06-4).
- Avec Henri Moucadel et Rémi Venture, Joseph Roumanille, écrivain provençal (1818-1891), Saint-Rémy-de-Provence, bibliothèque Joseph-Roumanille, 1992 (BNF 35556179).
- Frédéric Mistral, Paris, Fayard, 1993  (ISBN 2-213-03114-2).
- Éd. de Frédéric Mistral, Le Poème du Rhône, Paris, Aralia, 1997  (ISBN 2-910786-13-7).
- Bibliographie de Mas-Felipe Delavouët : premier supplément, CREM, 2001  (ISBN 2-910073-03-3).
- Éd. de Frédéric Mistral, Mireille, Montfaucon, Librairie contemporaine, 2008  (ISBN 978-2-905405-33-3)  — réédité en 2021.
- Le Mouton en Provence : six mille ans d'histoire, Grans, La Poitevine, 2008.
- Dir. Provençal et parcours romans : des mots aux textes, Paris, SCEREN, 2009  (ISBN 978-2-86614-463-0).
- Éd. de Max-Philippe Delavouët, Lou Camin de la Crous di Gardian, Paris, L'Aucèu libre, 2009  (ISBN 978-2-917111-04-8).
- Novo de Veniso, CREM, 2009  (ISBN 2-910073-07-6).
- La Mount-Joio de Sant-Roumié e de l'Escolo dis Aupiho : coumplemen, Saint-Rémy-de-Provence, Escolo dis Aupiho, 2011 (BNF 42569503).
- Avec Clément Serguier et Jean Rouy (d) (préf. Sylvestre Clap), Calèndo : Mas-Felipe Delavouët, Avignon, palais du Roure, 2013  (ISBN 978-2-9546921-0-4).
- Éd. de Xavier de Fourvière, Journal de Camargue (1883-1885), CREM, 2018  (ISBN 978-2-910073-02-2).
- Éd. de Frédéric Mistral, Calendal, Montfaucon, À l'asard Bautezar, 2018  (ISBN 979-10-94199-07-7).
- Éd. de Frédéric Mistral, Mémoires et Récits, t. I, À l'asard Bautezar, 2020  (ISBN 979-10-94199-14-5).